# Тишківка (Прилуцький район)
Ти́шківка — село в Україні, в Прилуцькому районі Чернігівської області.  Входить до складу Ічнянської міської громади.

## Географія
Село Тишківка знаходиться на відстані 0,5 км від села Гейці та за 1 км від села Дзюбівка. До села примикає лісовий масив. Поруч проходить залізниця,  зупиночна платформа 720 км за 1,5 км.

## Історія
У списку наявних у Малоросійській губернії селищ 1799-1801 років - хутора Нежерівські, 139 податкових душ.
На мапі Шуберта 1869 року - хутір Нежеров. Перейменоване на Тишківку між 1914 та 1941 роками.